# Tourisme de mémoire

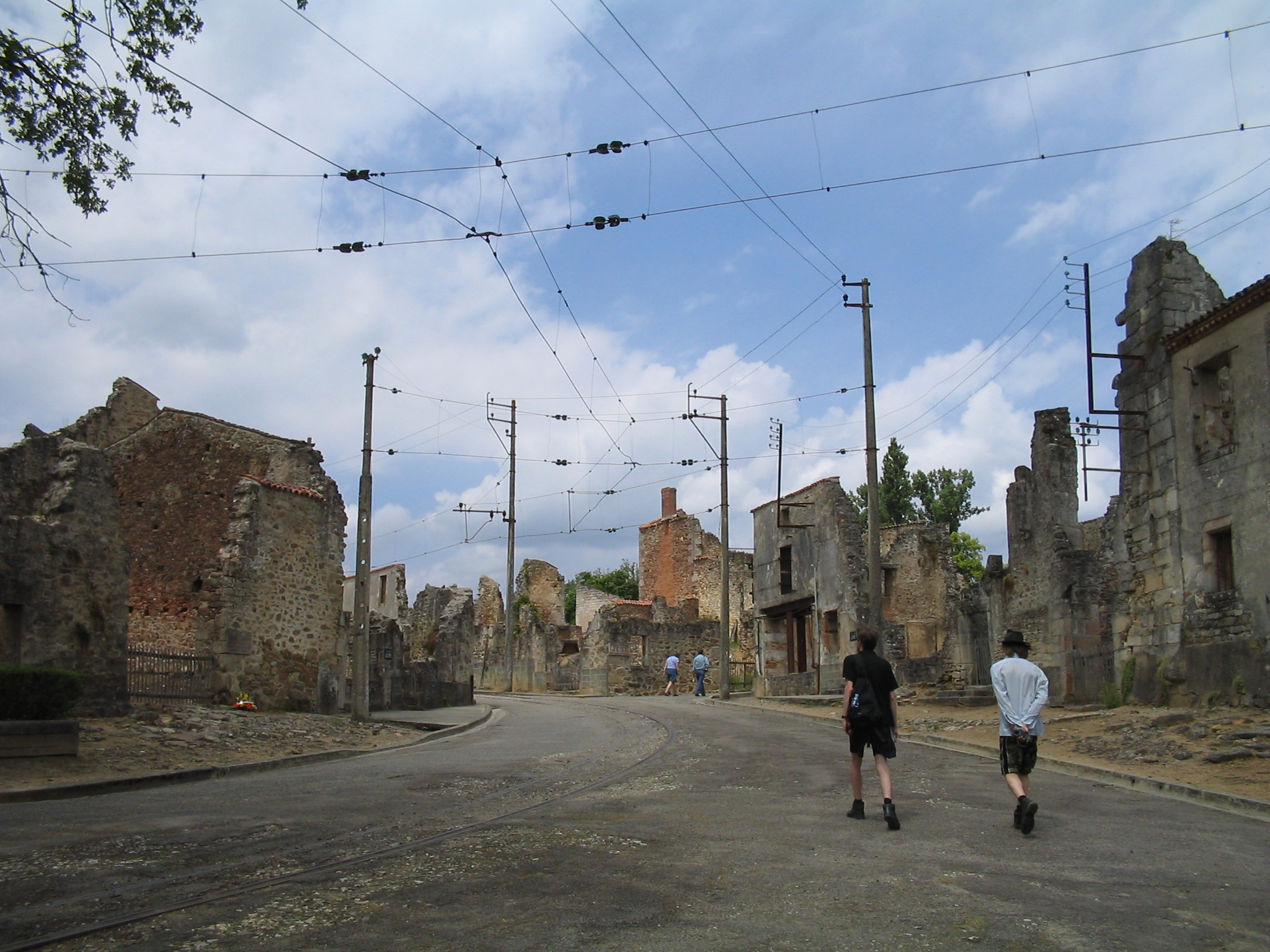
Les sites du mémorial et du village martyr d'Oradour-sur-Glane, en Haute-Vienne, sont un exemple de sites du tourisme de mémoire.

Le tourisme de mémoire, aussi appelé tourisme mémoriel, est une forme de tourisme qui consiste à mettre en avant le patrimoine historique d'un lieu, en particulier quand le site en question a été marqué par un évènement ponctuel, marquant en ce qu'il peut être fondateur ou potentiellement douloureux. Ce peut être une bataille, un acte politique, un massacre ou une catastrophe.
Le tourisme de mémoire se développe donc notamment par la visite de sites historiques notables (cimetières militaires, monuments anciens, etc.), mais aussi d'édifices commémoratifs, bâtis après et indépendamment de l’évènement (musées et mémoriaux).
Par l'aspect morbide que les dérives de ce tourisme peuvent prendre, on peut parfois associer le tourisme de mémoire à ce qu'on appelle « tourisme noir ». Le tourisme de guerre, quant à lui, se réfère à l'attraction des visiteurs pour des zones actuellement touchées par un conflit.

## En France
En 2010 en France, les sites dont l'histoire est liée aux conflits contemporains ont attiré plus de six millions de personnes et généré près de 45 millions d'euros de recettes.
La promotion politique de cette forme de tourisme par le ministère de la Défense est motivée par « l'enrichissement civique et culturel » qu'il peut véhiculer et le bénéfice qu'une telle activité peut générer sur la vitalité économique et culturelle des territoires.
En 2004, le gouvernement a mis en ligne le site « Chemins de mémoire », qui permet l'identification des sites et des enjeux de leur mise en valeur, en mettant l'accent sur les lieux marqués par les conflits territoriaux français depuis les fortifications de l'époque moderne jusqu'aux guerres de l'époque contemporaine.

## Dérives
La mission de mémoire des sites touristiques se double souvent d'un impératif financier qui pose un risque de dérive commerciale. « Le développement de ce tourisme singulier entraîne la transformation des sites historiques en musées et lieux de visites organisées, dotés de structures d’accueil adéquates (hôtels, restaurants, boutiques de souvenirs, etc.) et promus auprès du public par des stratégies publicitaires ciblées. Les centres de recherche et les sociétés d’histoire locale sont incorporés aux dispositifs de ce tourisme de la mémoire, dont ils tirent parfois leurs moyens d’existence. Cette institutionnalisation d’un type nouveau d’activité économique mobilise une catégorie elle aussi nouvelle et nombreuse d’acteurs, et, ce faisant, consolide les leitmotive qui fondent les politiques de mémoire contemporaines.

Ce phénomène relève indubitablement d’un processus de réification du passé, c’est-à-dire de sa transformation en objet de consommation, esthétisé, neutralisé et rentabilisé, prêt à être récupéré et utilisé par l’industrie du tourisme et du spectacle, notamment le cinéma. À ce titre, il a été largement décrié par de nombreux auteurs ».
Le tourisme de mémoire peut parfois dériver en un tourisme morbide ou noir, si c'est la fascination ou le goût pour la mort, la souffrance, la trivialité qui motive les visites, ou quand le tourisme de masse et sa dimension consumériste gagnent les lieux de mémoire. On observe parfois dans ces cas-là une commercialisation de la mémoire, voire de la souffrance qui est l'objet du recueillement.
Â Cracovie, le potentiel économique que constituent les visiteurs du camp d'extermination d'Auschwitz a incité à la réalisation de figurines de Juifs aux relents antisémites.
En 2011, le philosophe Alain Finkielkraut fait part de son scepticisme dans la nécessité de visiter les camps de la mort.